# Kalnica (Lengyelország)
Kalnica (ukrán nyelven: Кальниця, Kal’nytsia)  Lengyelország délkeleti részén, a Kárpátaljai vajdaságban, a Leskói járásban fekvő kis község, közel a lengyel-szlovák határhoz. A település közel 8 kilométernyire fekszik Gmina Cisna község központjától, Cisnától keleti irányban, 33 kilométernyire délre található a járási központtól, Leskótól és 99 kilométernyire délre van Rzeszówtól, amely a Kárpátaljai vajdaság központja.
A településen mindössze 142 fő lakik.

## Fordítás
Ez a szócikk részben vagy egészben  a   Kalnica című angol Wikipédia-szócikk ezen változatának fordításán alapul.  Az eredeti cikk szerkesztőit annak laptörténete sorolja fel. Ez a jelzés csupán a megfogalmazás eredetét és a szerzői jogokat jelzi, nem szolgál a cikkben szereplő információk forrásmegjelöléseként.